# Spoorlijn La Hutte-Coulombiers - Mamers
De spoorlijn La Hutte-Coulombiers - Mamers was een Franse spoorlijn van Coulombiers naar Mamers. De lijn was 24,0 km lang en heeft als lijnnummer 427 000.

## Geschiedenis
De lijn werd geopend door de Compagnie des chemins de fer de l'Ouest op 30 augustus 1880. Reizigersverkeer werd opgeheven op 15 mei 1938. Goederenvervoer was er tot 1 augustus 1989.

## Aansluitingen
In de volgende plaatsen is of was er een aansluiting op de volgende spoorlijnen:
La Hutte-Coulombiers
RFN 428 000, spoorlijn tussen Sillé-le-Guillaume en La Hutte-Coulombiers
RFN 430 000, spoorlijn tussen Le Mans en Mézidon
Mamers
RFN 426 000, spoorlijn tussen Mamers en Mortagne-au-Perche
lijn tussen Mamers en Saint-Calais